# MechWarrior 2: Ghost Bear's Legacy
MechWarrior 2: Ghost Bear's Legacy é um pacote de expansão para MechWarrior 2: 31st Century Combat.

## Jogabilidade e História
MechWarrior 2: Ghost Bear's Legacy é um pacote de expansão de MechWarrior 2 lançado em novembro de 1995. O pacote de expansão permite que os jogadores joguem como o Clã Urso Fantasma e dá acesso a 14 novos BattleMechs, algumas novas armas, doze novas missões e alguns novos ambientes, como o espaço sideral e debaixo d'água. Ele também adiciona novas músicas à trilha sonora. Se os jogadores completarem as 12 missões da campanha regular sem serem mortos ou falharem em uma missão, eles entram em uma competição de cinco missões por um "nome de sangue".
O Legado do Urso Fantasma se passa após a Guerra da Recusa e é a história de um novo guerreiro Urso Fantasma que vive na Esfera Interna que inicialmente repele ataques de mercenários, mas fica furioso quando o Draconis Combine rouba o material genético dos fundadores do Clã, Hans Ole Jorgensson e Sandra Tseng. Os Ursos Fantasmas enviam unidades para rastrear os culpados, mas descobrem que o assunto é mais complexo do que eles pensavam. O Draconis Combine foi enquadrado para os ataques e os BattleMechs usados no ataque foram capturados pelo Clã Smoke Jaguar vários meses antes. Segue-se uma busca pelos Clãs pelo culpado.
Descobriu-se que os Smoke Jaguars perderam os BattleMechs em um ataque do Clã Wolf. Após a Guerra da Recusa, o Clã dos Lobos se dividiu na facção dos Cruzados sob o comando de Khan Vlad Ward e na facção dos Guardiões. Enviando unidades para investigar, logo é descoberto que os Lobos de Jade, dois Comandantes da Galáxia desonestos do Clã Cruzado do Lobo, roubaram o material no ataque falso. Os Lobos permitem que as unidades enviadas para investigar o Clã Lobo no Exílio se retirem honrosamente e o palco está montado para a batalha final. 

## Recepção
Shane Mooney, da PC World, disse que "algumas dessas missões difíceis são bem pensadas e envolvem estratégia, em vez de você simplesmente vagar por aí explodindo qualquer mech infeliz o suficiente para cruzar seu caminho".
Martin E. Cirulis para a edição #139 da revista Computer Gaming World deu ao pacote de expansão 4 de 5 estrelas, citando os prós como "uma boa história, 14 novos designs de Mech, novas armas do universo Battletech e novos ambientes." e os contras como "a física de combate nos novos ambientes não parece totalmente realista. A nova carreira provavelmente não representará um desafio de longo prazo para jogadores experientes". No geral, Cirulis concluiu que "Ghost Bear's Legacy ainda é um pacote de expansão muito bom, que realmente desenvolve o universo Battletech para jogadores de computador, em vez de apenas entregar "mais do mesmo". O rugido estridente do Urso é digno de tomar seu lugar com o grito furioso do Falcão e o uivo nobre do Lobo.

## Reviews
- The Adrenaline Vault - 05 de fevereiro de 1999[5]
- PC Multimedia & Entertainment - 15 de janeiro de 1996
- Computer Games Magazine - 18 de janeiro de 1996
- GameSpot - 01 de maio de 1996
- High Score - Abril de 1996
- Excalibur - Março de 1996
- Level (Czech)[6]